# Democracia nacional
A Democracia Nacional (em polonês: Narodowa Demokracja, também conhecido de sua abreviatura ND como "Endecja") era um movimento político polonês nacionalista de Terceira Posição ativa do final do século XIX até o fim da Segunda República Polonesa, em 1939. O fundador e ideólogo principal foi Roman Dmowski. Outros pais ideológicos do movimento foram  Zygmunt Balicki and Jan Ludwik Popławski.
O principal reduto da Nacional-Democracia foi a Grande Polônia (Polônia oeste), onde grande parte do ímpeto inicial do movimento foi  derivado de esforços para combater a o Império Alemão e a política de Germanização. Posteriormente, um foco de interesse Nacional-Democracia foi contra os poloneses judeus em competição econômica com os poloneses católicos. Apoiantes do partido foram em sua maioria de etnia polonesa intelligentsia, a burguesia, a classe média e a juventude.
Durante o Período entreguerras da Segunda República, a Democracia Nacional foi um forte defensor da polonização do país, de minoria alemã e dos não poloneses (principalmente da Ucrânia e da Bielorrússia), populações fronteiriças do leste, como Kresy.
Com o fim da Segunda Guerra Mundial, o movimento Nacional-Democracia efetivamente deixou de existir cedendo espaço ao crescimento do Acampamento Nacional-Radical.